# Anthostomella reniformis
Anthostomella reniformis är en svampart som beskrevs av B.C. Paulus, Gadek & K.D. Hyde 2003. Anthostomella reniformis ingår i släktet Anthostomella och familjen kolkärnsvampar.   Inga underarter finns listade i Catalogue of Life.